# Historia de gentibus septentrionalibus
Historia de Gentibus Septentrionalibus ("Historien om folkene i Norden") er et monumentalt værk af Olaus Magnus om de nordiske lande, som blev trykt i Rom i 1555. Det blev et referenceværk i emner om Sverige i mange år, efter det udkom. Dets popularitet skyldtes blandt andet de talrige træsnit af mennesker og deres skikke, der betog resten af Europa. Det er fortsat et værdifuldt værk om skandinaviske skikke og folklore.
Det er oversat til dansk og flere andre sprog: engelsk (1658), italiensk (1565), hollandsk (1665) og tysk (1567). Uddrag af værket udkom også i Antwerp (1558 og 1562), Paris (1567), Basel (1567), Amsterdam (1586), Frankfurt (1618) og Leiden (1652).